# Lejeunea thallophora
Lejeunea thallophora là một loài Rêu trong họ Lejeuneaceae. Loài này được (Eifrig) Gradst. mô tả khoa học đầu tiên năm 2010.